# Josep Carles Clemente
Josep Carles Clemente Balaguer, né en 1935 à Barcelone et mort en 2018 à Madrid, est un journaliste, historien et professeur espagnol, auteur de nombreuses études sur le carlisme.

## Critiques de son travail d'historien
Selon Jordi Canal, Clemente est lié à « l'historiographie néo-carliste » et mit dans les années 1970 l'histoire au service du projet politique du Parti carliste du prétendant Charles-Hugues de Bourbon-Parme, thèses qu'il continua de soutenir par la suite,. Clemente est considéré comme l'un des principaux représentants d'une réinterprétation partisane de l'histoire du carlisme — actuellement dépassée — qui voulait le présenter comme une « révolution sociale alternative » contre la vision traditionnelle des historiens, qui le considéraient toujours un mouvement contre-révolutionnaire,.
Ricardo de la Cierva le définit comme un « conseiller extravagant [estrambótico] » de Charles-Hugues, le décrivant comme un « carliste d'origine, Yougoslave par fascination et plus tard un partisan sympathisant de la franc-maçonnerie ». En 2013, Miguel Izu accusa Clemente d'avoir diffusé pendant des années une fausse citation de Karl Marx dans laquelle il aurait fait l'éloge du carlisme.